# 京都府道74号舞鶴綾部福知山線
京都府道74号舞鶴綾部福知山線（きょうとふどう74ごう まいづるあやべふくちやません）は、京都府舞鶴市字公文名から同府綾部市梅迫町を経て同府福知山市に至る主要地方道に指定された府道である。

## 概要
舞鶴港を擁し北近畿最大の都市である舞鶴から南下し、綾部市附近から徐々に西へと向きを変えて福知山へ至る府道。
綾部から福知山までは、由良川沿いを通り、整備されているが、綾部から舞鶴までの区間は、狭隘区間も多く、完全に国道27号の裏道になっている。

### 路線データ
- 起点：舞鶴市字公文名[1]（国道27号交点）
- 終点：福知山市[1]（京都府道55号舞鶴福知山線交点）
- 重要な経過地：綾部市梅迫町[1]

## 歴史
本路線は、道路法（昭和27年法律第180号）第7条の規定に基づいた京都府の一般府道として1959年（昭和34年）に初めて認定した282路線のうちの1つである浜福知山線の一部と布敷公文名線を前身としている。原形となった浜福知山線は、後に府道舞鶴和知線の起点となる東舞鶴の大門七条交差点より発していたが、道路法第56条の規定に基づき、1971年（昭和46年）の第3次主要地方道指定時に建設省が浜福知山線の一部を舞鶴和知線として主要地方道に指定し、さらに1980年（昭和55年）には舞鶴市字行永から同市字布敷の区間が府道池辺京田線の一部として独立したため、浜福知山線の残部と布敷公文名線を併せて府道舞鶴綾部福知山線として、西舞鶴を起点とすることになった。1993年（平成5年）の第6次主要地方道指定時に建設省が舞鶴綾部福知山線を主要地方道に指定、昇格して現在に至る。

### 年表
- 1959年（昭和34年）12月18日 - 京都府が浜福知山線（舞鶴市字浜 - 福知山市、重要な経過地：綾部市梅迫町、整理番号：一般地方道177号）、布敷公文名線（舞鶴市字布敷 - 舞鶴市字公文名、整理番号：一般地方道212号）としてそれぞれ府道路線認定[3]。
- 1971年（昭和46年）6月26日 - 建設省が府道浜福知山線の一部、府道鶴ケ岡舞鶴線の一部、府道大岩和知線、府道上杉和知線の一部をもって舞鶴和知線（舞鶴市 - 京都府船井郡和知町、重要な経過地：綾部市）として主要地方道に指定[2]。
- 1972年（昭和47年）3月28日 - 京都府が舞鶴和知線（舞鶴市 - 船井郡和知町、重要な経過地：綾部市、整理番号：主要地方道51号）として府道路線認定[4]。本路線の認定内容に変更がなされなかったため、起点の舞鶴市字浜（大門七条交差点）から同市字行永にかけては府道舞鶴和知線との重用関係が生じる。
- 1980年（昭和55年）1月8日 - 京都府が池辺京田線（舞鶴市字池辺 - 舞鶴市字京田、整理番号：一般地方道297号）として府道路線認定し[5]、府道舞鶴和知線および府道池辺京田線との重用区間以外と府道布敷公文名線を併せる形態で一般地方道177号を浜福知山線から舞鶴綾部福知山線（舞鶴市字公文名 - 福知山市、重要な経過地：綾部市梅迫町）に変更[1]。同日、布敷公文名線を廃止[6]。
- 1993年（平成5年）5月11日 - 建設省が府道舞鶴綾部福知山線を舞鶴綾部福知山線（舞鶴市 - 福知山市、重要な経過地：綾部市）として主要地方道に指定[7]。

## 地理

### 通過する自治体
- 京都府
  - 舞鶴市 - 綾部市 - 福知山市

### 交差する道路
- 国道27号：舞鶴市字公文名（起点）
- 京都府道27号池辺京田線：舞鶴市字堀 - 舞鶴市布敷（重用）
- 舞鶴若狭自動車道舞鶴西インターチェンジ：舞鶴市字堀（京都府道27号を介して）
- 京都府道481号上杉和知線：綾部市上杉町ヤボセ
- 国道27号：綾部市上杉町丁田 - 綾部市上杉町石子（重用）
- 京都府道485号物部梅迫停車場線：綾部市上杉町上杉町渋市 - 綾部市梅迫町鐘鋳場（重用）
- 京都府道484号淵垣上八田線：綾部市岡安町奈良ノ木・岡安交差点
- 中丹広域農道：綾部市多田町寺田 - 綾部市里町西ノ糸（重用）
- 京都府道77号綾部インター線：綾部市有岡町橋詰・有岡交差点 - 綾部市里町西ノ糸（重用）
- 京都府道9号綾部大江宮津線：綾部市栗町野佃・栗町交差点
- 京都府道488号小貝豊里線：綾部市小貝町岼
- 京都府道492号私市大江線：綾部市私市町西ノ段
- 京都府道524号石原停車場戸田線：福知山市字川北
- 中丹広域農道：福知山市字猪崎
- 京都府道55号舞鶴福知山線：福知山市字猪崎・猪崎交差点（終点）

### 沿線
- 京都府立西舞鶴高等学校
- 伊佐津川
- 京都府立舞鶴支援学校
- 舞鶴若狭自動車道舞鶴西IC
- 舞鶴線 梅迫駅
- 梅迫郵便局
- 安国寺
- 綾部工業団地
- 由良川
- 豊里郵便局
- 綾部市立豊里小学校
- 綾部ふれあい牧場
- 私市円山古墳
- 京都府立中丹支援学校
- 三段池公園・福知山市都市緑化植物園